# Place de Breteuil
La place de Breteuil est une place des 7e et 15e arrondissements de Paris, en France.

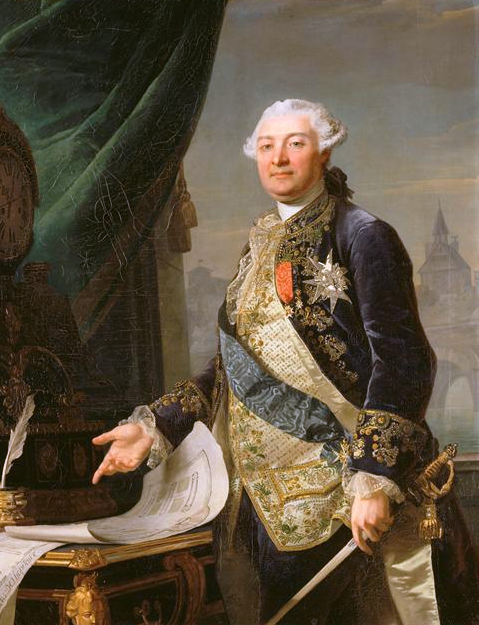
Le baron de Breteuil.

## Situation et accès
Elle se situe à la limite du 7e et du 15e arrondissement de Paris, à l'intersection des avenues de Breteuil et de Saxe, des rues Valentin-Haüy et Duroc et de la voie A/7.
Le quartier est desservi par les lignes 10 et 13 à la station Duroc et par la ligne 6 à la station Sèvres-Lecourbe.

## Origine du nom
Comme l'avenue de Breteuil, elle  porte le nom de Louis Auguste Le Tonnelier de Breteuil, baron de Preuilly (1730-1807),.

## Historique

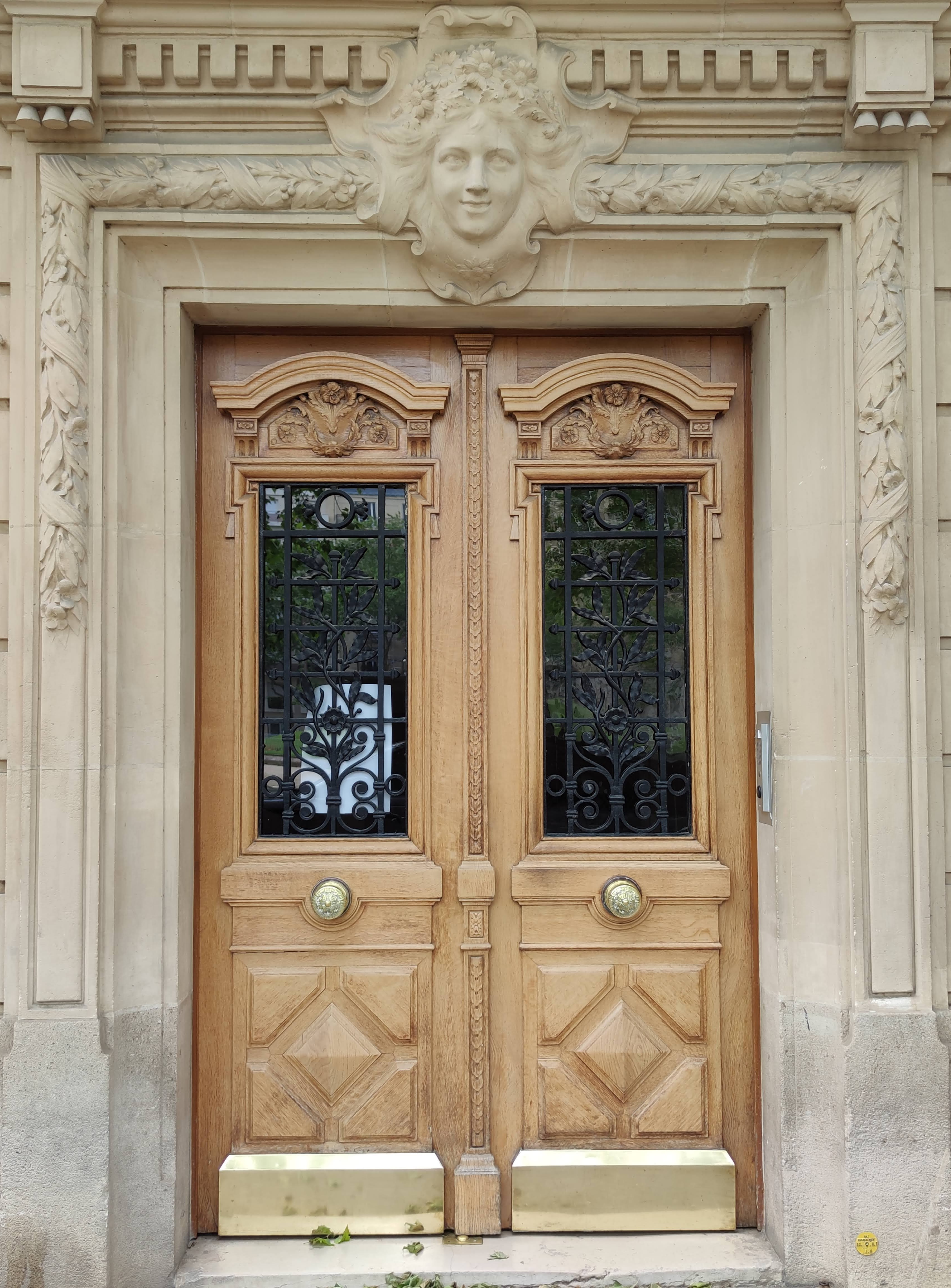
No 4 : entrée.

Elle a été tracée en 1782 et cédée par l'État à la ville de Paris par la loi du 19 mars 1838.
En 1810 s'ouvrait le chantier des abattoirs de Grenelle dont l'achèvement, retardé par les événements de 1814-1815 dut être reporté à 1818. La demi-lune située du côté des numéros pairs entre l'avenue de Breteuil et l'avenue de Saxe marquait la limite de ces abattoirs. L'entrée se faisait par le no 4. Ces abattoirs, dont la fermeture avait depuis longtemps été réclamée par les riverains, ne disparurent qu'après l'ouverture des abattoirs de Vaugirard (1898).

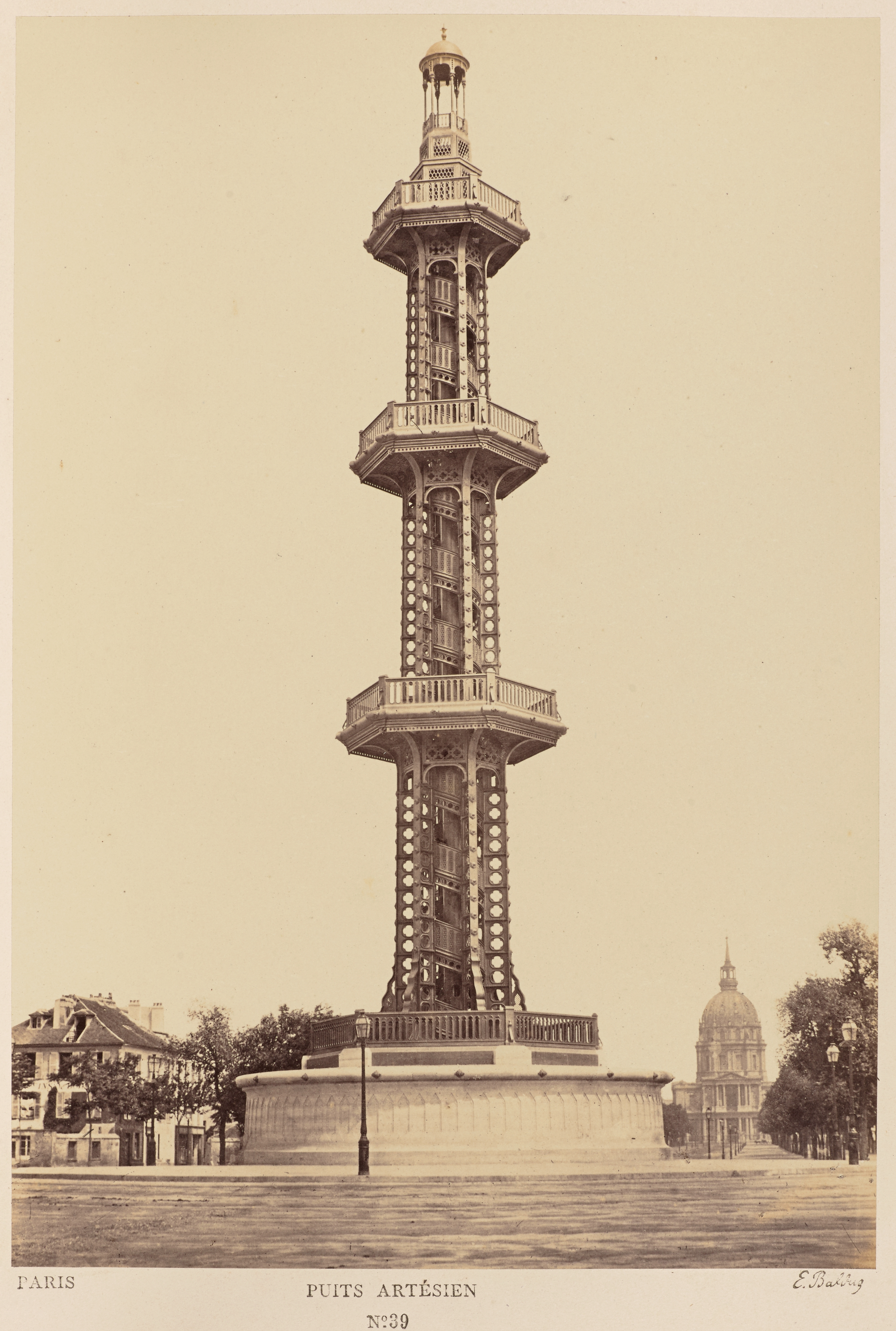
Le puits artésien disparu.

La démolition des abattoirs permit de dégager le puits artésien de Grenelle, foré dans les années 1833 à 1841 par Louis-Georges Mulot à une profondeur de 548 m dans la cour des abattoirs. Sa tour régulatrice en fonte, haute de 43 mètres, pour l’élévation de l’eau à la hauteur du Panthéon, conçue par Hippolyte Delaperche en 1857, se dressait jusqu'en 1903 au centre de la place de Breteuil pour servir de château d'eau, l'eau étant elle-même puisée non loin, au niveau de l'actuelle place Georges-Mulot. L'emplacement du château d'eau est aujourd'hui occupé par une statue monumentale (voir ci-dessous).
En 1900, les alentours de la place sont embellis par la création de la promenade de l'avenue de Breteuil.

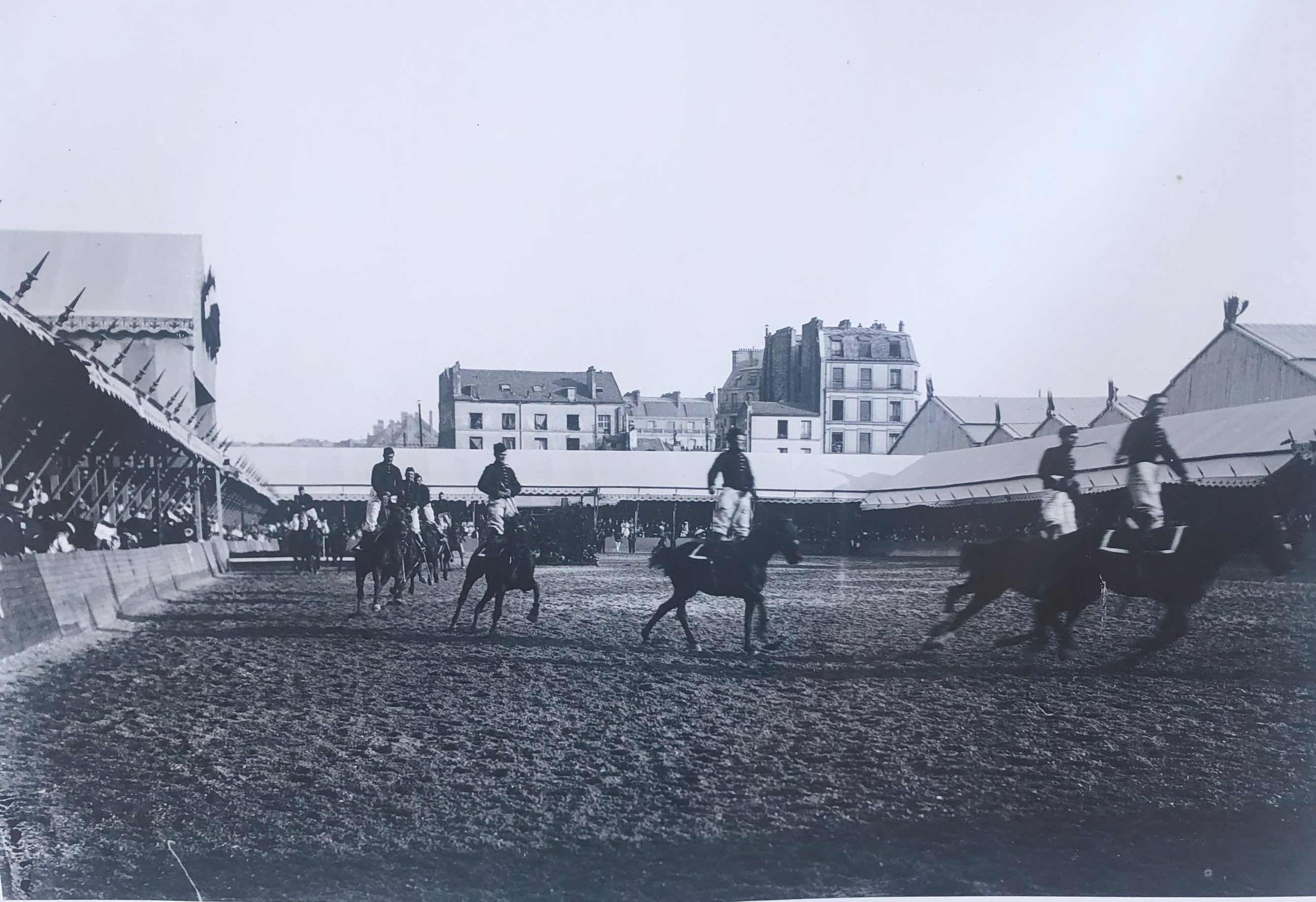
Carrousel militaire lors des jeux-olympiques de 1900

Du 29 mai au 2 juin 1900, les épreuves du concours hippique des Jeux olympiques de 1900 (obstacles, selle, saut en largeur, attelages à quatre chevaux, saut en hauteur), organisées dans le cadre des concours internationaux d'exercices physiques et de sports de l'Exposition universelle internationale de 1900 se déroulèrent place de Breteuil, sur le terrain de la Société hippique française mandatée par l'Exposition pour l'élaboration du programme et l'exécution de ce concours.

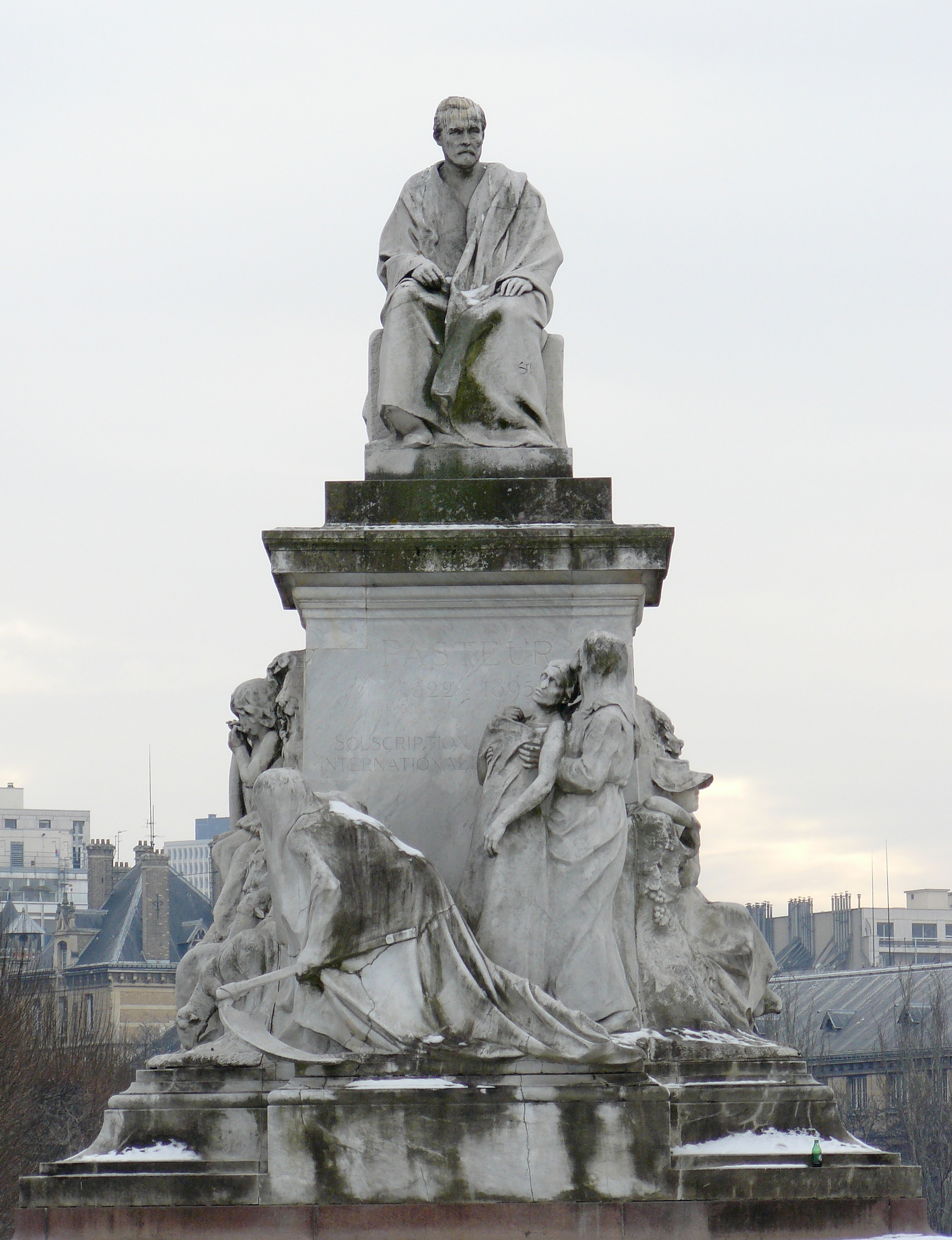
Détail du monument.

Le 19 juillet suivant, un grand carrousel militaire présidé par le ministre de la Guerre est donné place de Breteuil au profit de la Caisse de secours des sociétés amicales des élèves et anciens élèves de l'École polytechnique et de l'École de Saint-Cyr.

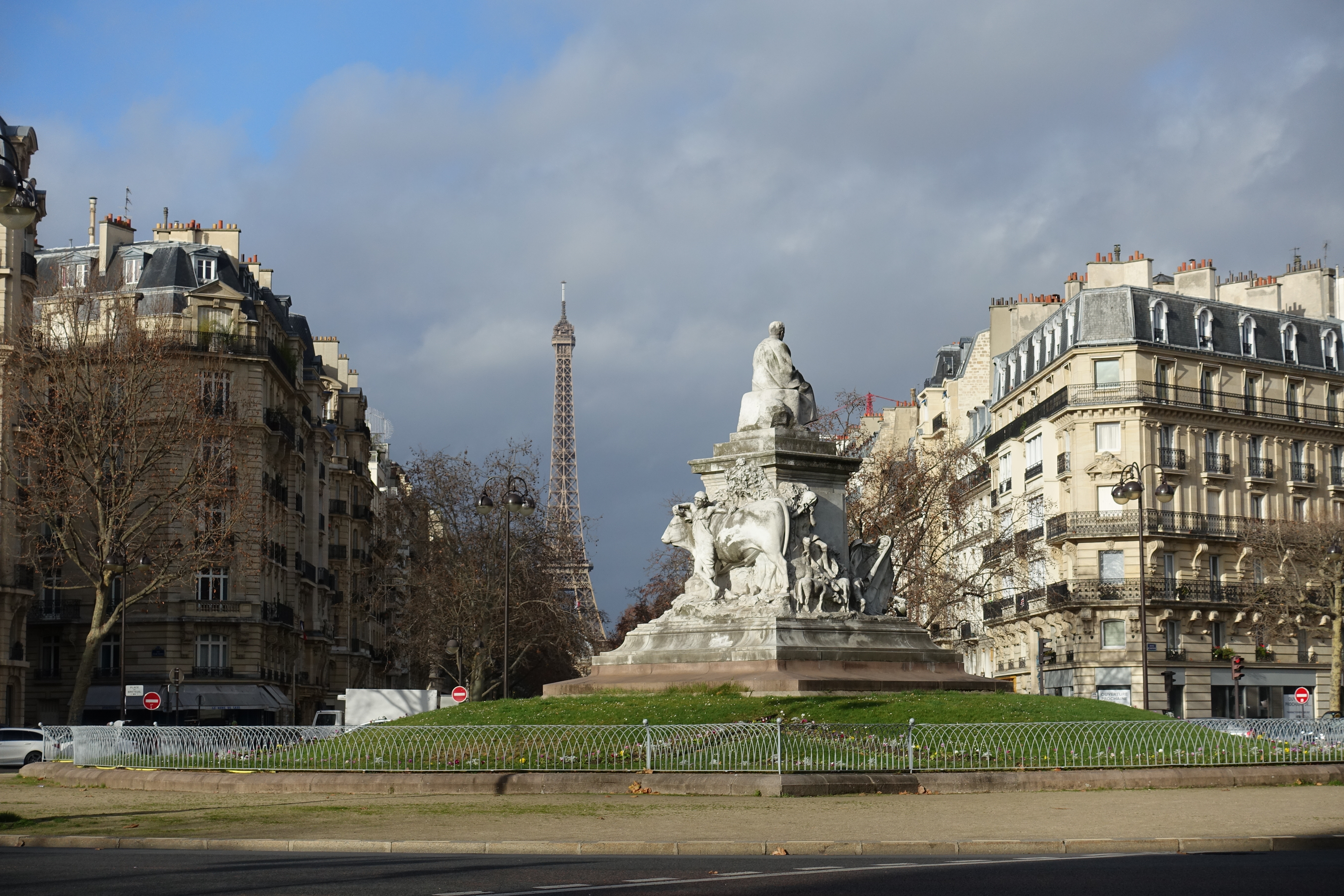
Le monument, avec la tour Eiffel en perspective.

## Bâtiments remarquables et lieux de mémoire
- Une statue monumentale de Louis Pasteur, érigée en 1904, œuvre du sculpteur Alexandre Falguière puis de Victor Peter et Louis Dubois, se dresse au centre de la place de Breteuil, où s'élevait précédemment un château d'eau (voir ci-dessus). Elle fut financée grâce à une souscription publique lancée après la mort de Falguière en 1900[1].